# Inmigración rusa en Colombia
La inmigración rusa en Colombia es el movimiento migratorio proveniente de la Federación Rusa en Colombia. La primera inmigración rusa a Colombia tuvo lugar durante la Primera y la Segunda Guerra Mundial, la mayoría de ellos huyeron de la unión soviética, especialmente del comunismo. Hoy en día, hay alrededor de 719 ciudadanos rusos en el país.

## Historia
A partir de finales del siglo XVIII, Francisco de Miranda, antecesor de la Independencia de Nueva Granada, fue obtenido en la corte de Catalina la Grande, emperatriz de Rusia y una mujer de gran generosidad, que no solo lo llenó de favores, sino que también le permitió el rango de coronel del ejército ruso, enviándole el uniforme de gala correspondiente. Muchos otros episodios del largo viaje de Miranda a través del inmenso país del Norte se describen vívidamente en sus memorias, recientemente traducidas al ruso y publicadas en Moscú.
Además, los voluntarios rusos en las filas del ejército de Simón Bolívar, entre ellos se encontraban: Iván Miller e Iván Minuta, quienes se destacaron en numerosas batallas y merecieron un monumento, inclinándose en el honor en una de las plazas de Caracas. La vida del ingeniero militar Mijaíl Rola-Skibitsky, quien realizó un viaje de ocho meses, a través de Suecia e Inglaterra, para llegar a la Nueva Granada y unirse al ejército de patriotas de esta. Luchó, entre otros, en la batalla de Ayacucho, cuyo impacto le fue otorgado por el "Busto de Bolívar". Más tarde se convirtió en teniente coronel del ejército bolivariano. A finales del siglo XX, más voluntarios rusos desembarcaron en Colombia para luchar contra otras luchas, esta vez las de investigación naturalista. un grupo de científicos del Centro de Estudios Botánicos de la URSS realizó una expedición de seis meses en 1926 a través de la cuenca Magdalena y la cuenca del Amazonas, estudiando la flora y la fauna y las costumbres y prácticas locales. Los materiales botánicos recopilados aumentaron la Colección del Activo Genético Mundial que se estaba creando en la Unión Soviética, y las impresiones humanas, descritas con gran vivacidad por el Profesor Yuri Vóronov, jefe de la expedición, sirvieron de base para sus memorias. , titulado "Medio año en Colombia", y publicado en Moscú en 1929.

## Personalidades destacadas
- Mikhail Krasnov Alcalde de Tunja